# Katerina Chpitsa
Katerina Anatolievna Chpitsa (en russe : Катерина Анатольевна Шпица), née le 29 octobre 1985 à Perm dans l'Union soviétique, est une actrice russe.

## Filmographie
- 2012 : Subwave de Anton Meguerditchev
- 2016 : The Crew de Nikolaï Lebedev
- 2018 : Les Derniers Sapins de Noël de Egor Baranov, Timour Bekmambetov, Alexandre Kott, Nikolaï Boulygin, Maksim Polinskiy et Galina Strijevskaya